# Jan Frans van Bloemen
Jan Frans van Bloemen, kallad Orizzonte, född (döpt den 12 maj) 1662 i Antwerpen, död (begraven den 13 juni) 1748 i Rom, var en flamländsk konstnär, bror till Peter van Bloemen.
van Bloemen var lärjunge av Anton Goubau, men begav sig snart till Rom, där han blev en av Gaspard Dughets efterföljare. Han utmärkte sig för mycken klarhet i luftperspektivet och fick därav sitt tillnamn. Hans landskap, mycket lika varandra, finns i de flesta romerska samlingar (i Villa Borghese exempelvis finns en hel Orizzonte-sal med omkring 50 tavlor). Dessutom påträffas han i många såväl offentliga som privata samlingar Europa runt han finns representerad vid bland annat Nationalmuseum i Stockholm.